# Philippe de Mazerolles
Philippe de Mazerolles (ur. ?, zm. 1479 w Brugii) – francuski malarz i iluminator, działający w latach 1460–1480, utożsamiany czasem z Mistrzem Antoniego Burgundzkiego lub z Mistrzem Fitzwillam.

## Działalność artystyczna
Pierwsze wzmianki na temat Mazerollesa pochodzą z 1454 roku. Został wówczas malarzem nadwornym Karola VII w Paryżu dla którego prawdopodobnie namalował obraz ołtarzowy. W roku 1465/1466 rozpoczął służbę u książąt burgundzkich Filipa Dobrego i Karola Śmiałego; w 1467 otrzymał tytuł malarza nadwornego. W 1467 roku otrzymał zlecenie od władz miejskich Brugii, na dekoracje w tzw. Czarnych godzinkach. Manuskrypt tworzony był od 1465 roku i zawierał oficja Marii Panny i inne modlitwy. Specyfiką tej pracy było jej czarne karty pergaminowe dekorowane złotem i srebrem. W 1466 roku został on ofiarowany hrabiemu Charolais, przyszłemu księciu Karolowi Śmiałemu. Rok później magistrat zakupił dodatkowo biały jedwab na oprawę kodeksu. Philippe de Mazerolles otrzymał za swoje dekoracje wysokie wynagrodzenie w wysokości 420 paryskich liwrów. W 1469 roku został mistrzem gildii w Brugii. Pracował również dla Antoniego, Wielkiego Bastarda Burgundzkiego. W 1475 roku Mazerolles wykonał dla Karola Śmiałego dwadzieścia jeden egzemplarzy jego edyktu, w tym egzemplarz wzorcowy wraz ze skryptem. Główną miniaturę w rękopisie londyńskim przypisuje się Mistrzowi Fitzwilliam 268. W 1479 wykonał dla króla Anglii Edwarda IV dekoracje do rękopisu.
Philippe de Mazerolles wzorował się na stylu francuskiego iluminatora Mistrza Bedforda. Pomimo działalności przez większość życia w Brugii pozostał wierny szkole paryskiej i brak w jego pracach wpływów flamandzkich.

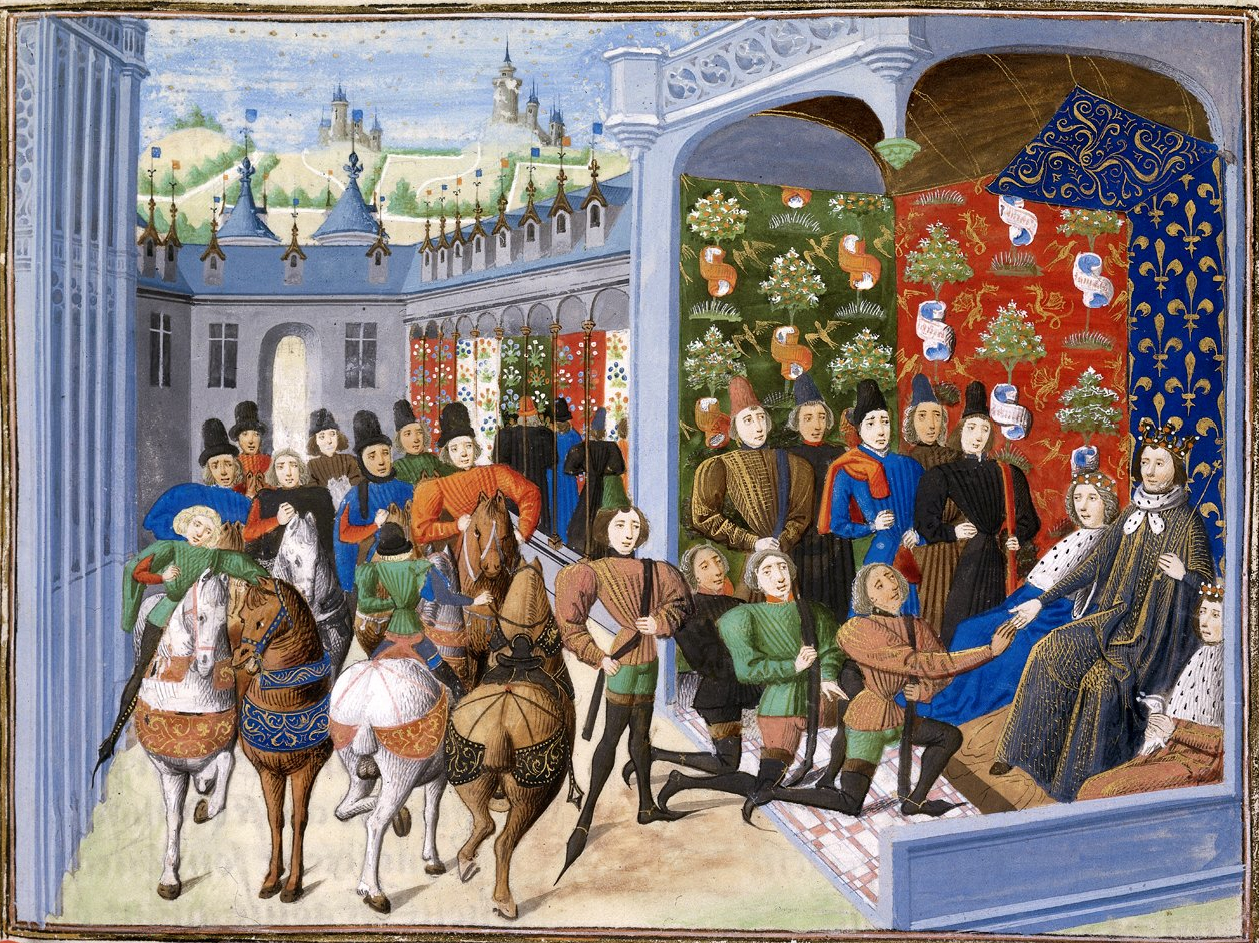
Iluminacja z Chroniques Jeana Froissart’a